# Таралежови
Таралежови (Erinaceidae) е семейство дребни бозайници от разред Таралежоподобни (Erinaceomorpha). Разредът е обособен в нови класификации като отделя представителите му от бившия Насекомоядни. Семейството включва бодливите таралежи (подсемейство Erinaceinae) от Евразия и Африка и гимнурите (подсемейство Galericinae) от Югоизточна Азия, които нямат бодли.
С дългите си муцуни и къси опашки таралежовите наподобяват земеровките, но са много по-едри от тях, като дължината на тялото им е от 10 cm (земеровков таралеж, Neotetracus sinensis) до 44 cm (обикновен гимнур, Echinosorex gymnura), а масата им достига до 1,3 kg. С изключение на един вид, таралежовите имат по пет пръста на всяко стъпало, понякога със здрави нокти, използване за копаене. При бодливите таралежи козината на гърба е модифицирана в остри бодли. Всички видове имат анални мирисни жлези, но те са по-силно проявени при гимнурите.
Таралежовите са всеядни, като основната част от храната им са насекоми, земни червеи и други дребни безгръбначни. Ядат също семена и плодове, понякога яйца на птици и мърша. Зъбите им са остри и пригодени за улавяне на безгръбначни.
Бодливите таралежи са активни главно през нощта, докато при гимнурите това е по-слабо изразено. Много видове живеят в прости дупки в земята, докато други строят на повърхността временни гнезда от листа и трева или се настаняват в кухи пънове или други подобни скрити места. Извън размножителния сезон живеят поединично, като мъжките не участват в отглеждането на потомството.
Бременността при таралежовите продължава около 6 – 7 седмици. Малките се раждат слепи и без косми, макар че при бодливите таралежи бодлите започват да израстват около 36 часа след раждането.
Нощната арктивност на таралежите и окраската им, наподобяваща цвета на асфалтовите настилки, са причина за многобройните им жертви под колелата на автомобили по пътищата.

## Класификация
- Подсемейство Erinaceinae – Същински (бодливи) таралежи
  - Род Atelerix – Африкански таралежи
  - Род Erinaceus – Евразийски таралежи
  - Род Hemiechinus
  - Род Mesechinus
  - Род Paraechinus
- Подсемейство Galericinae – Гимнури
  - Род Echinosorex
  - Род Hylomys
  - Род Neohylomys
  - Род Neotetracus
  - Род Podogymnura